# Kotagiri
Kotagiri är en stad i distriktet The Nilgiris i den indiska delstaten Tamil Nadu. Kotagiri är belägen i Nilgiribergen, och hade 28 207 invånare vid folkräkningen 2011.